# Hamburger Royal TS

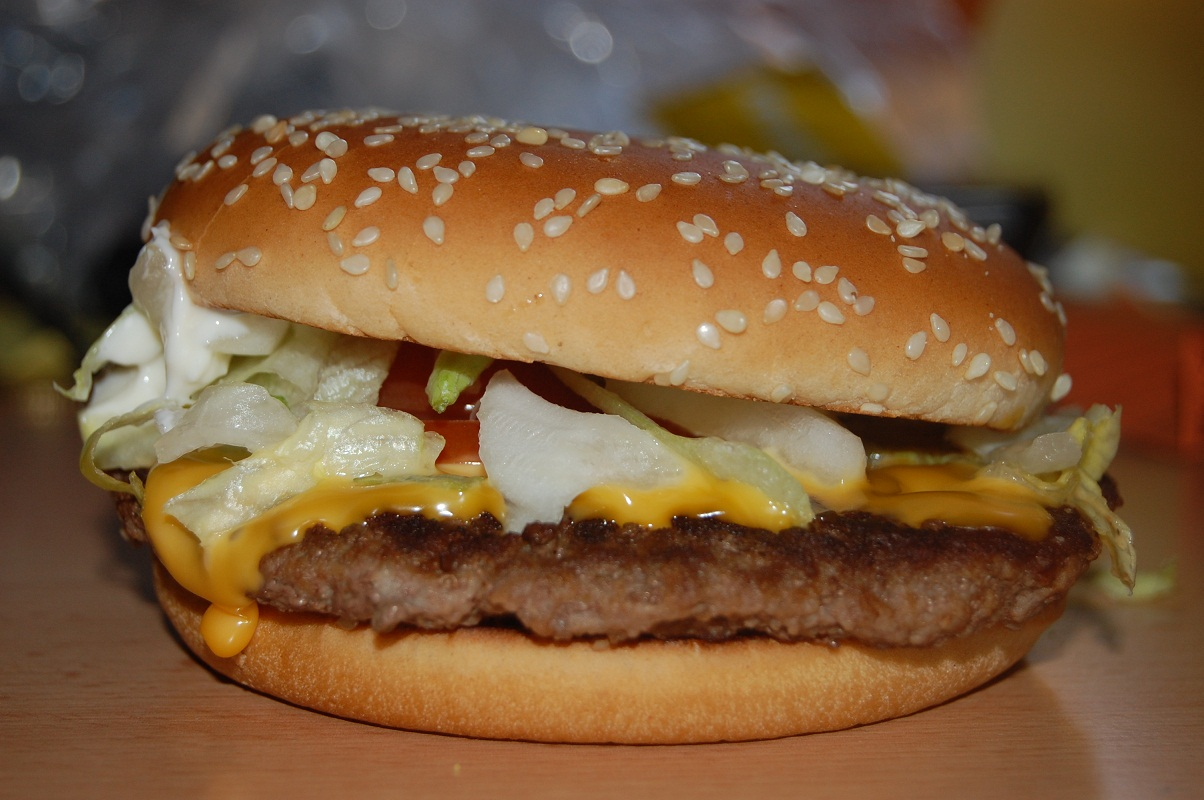
Hamburger Royal TS

Der Hamburger Royal TS ist eine Variante des Hamburgers, die bei McDonald’s in einigen europäischen Ländern, hauptsächlich Deutschland, produziert und verkauft wird.
Die bei McDonald’s in englischsprachigen Ländern erhältliche Version des „Quarter Pounder“ wurde im deutschsprachigen Raum zunächst unter der Bezeichnung „Viertelpfünder“ vertrieben. In den 80er-Jahren wurde er dann in „Hamburger Royal“ umbenannt. 1990 wurde eine Variante dieses Burgers von McDonald’s in Deutschland erstmals mit Tomatenscheiben und geschnittenem Salat unter dem Namen „Hamburger Royal TS“ verkauft, wobei das Kürzel TS auf ebendiese Zutaten hinweisen soll. Der Artikel war zunächst nicht dauerhaft im Angebot, gehört aber seit den frühen 1990er Jahren zum festen Sortiment bei McDonald’s Deutschland.  Ebenso stellte er beispielsweise auch in Österreich bis 2014 einen fixen Bestandteil des Produktangebots dar, bis er durch den Grand Royal ersetzt, jedoch zeitweilig (Stand: März 2015) als Aktionsburger wieder eingeführt wurde. In manchen Ländern gibt es zeitweise Promotionsaktionen, bei denen Burger, die dem Hamburger Royal TS gleich oder ähnlich sind, angeboten werden. Diese werden oftmals unter dem Namen „McFeast“ vermarktet. Im Gegensatz dazu hatte der „McDLT“ – also der „McDonald’s with Lettuce and Tomato“ – in den USA nur wenig Erfolg und steht dort nicht mehr auf den Speisekarten.

## Zubereitung
Ein Hamburger Royal TS besteht von unten nach oben aus folgenden Komponenten:
- Boden des Hamburgerbrötchens (bzw. Weichbrötchen oder Bun)
- Fleischpatty
- Cheddar-Schmelzkäsescheibe
- zwei geschnittene Tomatenscheiben
- Eisbergsalat in Streifen
- Zwiebeln
- Würzcreme (Sandwich-Sauce)
- Deckel des Hamburgerbrötchens (mit Sesamkörnern bestreut)

Die als „Würzcreme“ bezeichnete Soße findet sich ebenso auf dem McChicken und einigen Frühstücksprodukten. Das Fleischpatty (113 g (120 g seit 2015) vor Zubereitung) ist größer als das des normalen Ham- oder Cheeseburgers bzw. Big Macs (45 g vor Zubereitung) und entspricht auch den Pattys, die beim Hamburger Royal Käse eingesetzt werden. Der Eisbergsalat ist mit dem Salat des Big Mac identisch.

## Nährwertangaben
Laut der Nährwert-Tabelle von McDonald’s, erstellt nach dem Bundeslebensmittelschlüssel, ergeben sich für einen Hamburger Royal TS:
- 1903 kJ (455 kcal)
- 26 g Fett
- 27 g Kohlenhydrate
- 28 g Eiweiß

## Kulturelle Aspekte
Im Film Pulp Fiction beginnt die Geschichte mit zwei Auftragskillern, Jules und Vincent, die Smalltalk über die kulturellen Unterschiede in Europa führen, einschließlich der Tatsache, dass der Name des Burgers in Frankreich durch das dort verwendete metrische Einheitensystem unsinnig sei. Dort würde das Produkt als „Royale mit Käse“ bezeichnet.